# Seddon Conservation Park
Seddon Conservation Park är en park i Australien. Den ligger i delstaten South Australia, omkring 160 kilometer sydväst om delstatshuvudstaden Adelaide. Den ligger på ön Kangaroo Island.
Trakten runt Seddon Conservation Park är nära nog obefolkad, med mindre än två invånare per kvadratkilometer..
Trakten runt Seddon Conservation Park består till största delen av jordbruksmark. Genomsnittlig årsnederbörd är 751 millimeter. Den regnigaste månaden är juni, med i genomsnitt 141 mm nederbörd, och den torraste är januari, med 19 mm nederbörd.